# Ford Corsair (Europa)
Ford Consul Corsair – samochód osobowy klasy średniej produkowany przez brytyjski oddział koncernu Ford Motor Company (Ford of Britain) w latach 1963–1965 oraz jako Ford Corsair w latach 1965–1970.

## Historia i opis modelu

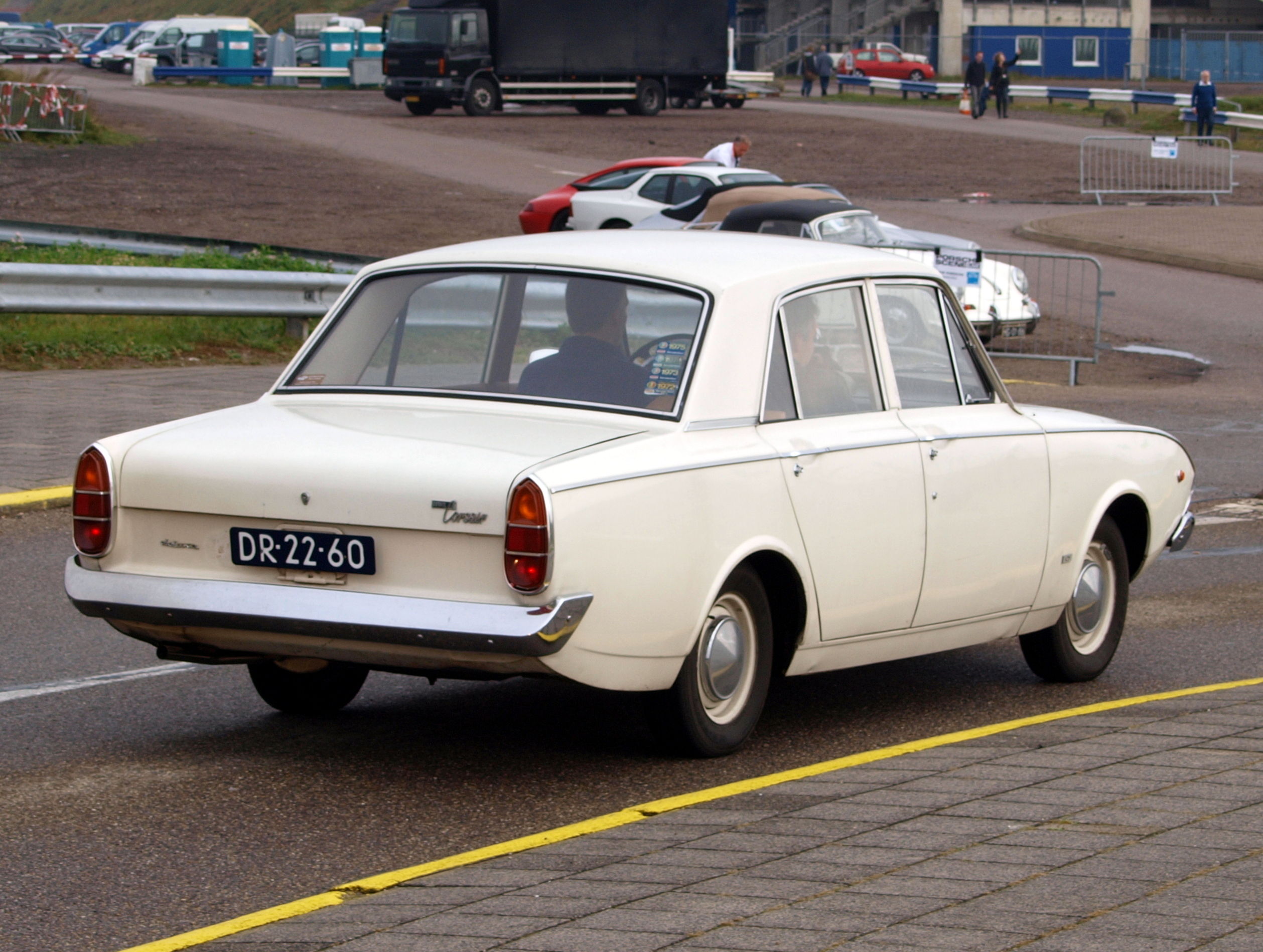
Ford Corsair - tył

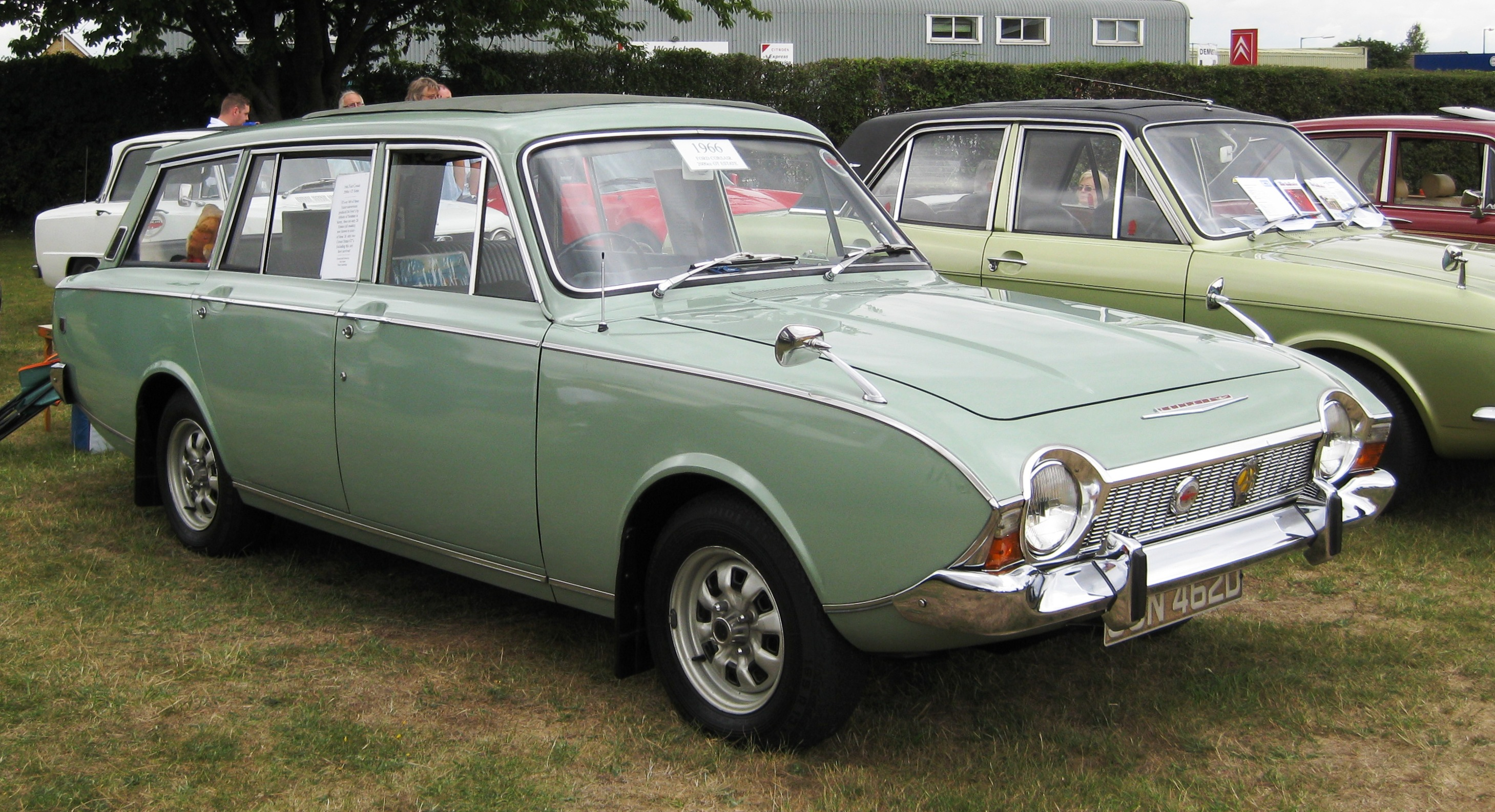
Ford Corsair Kombi

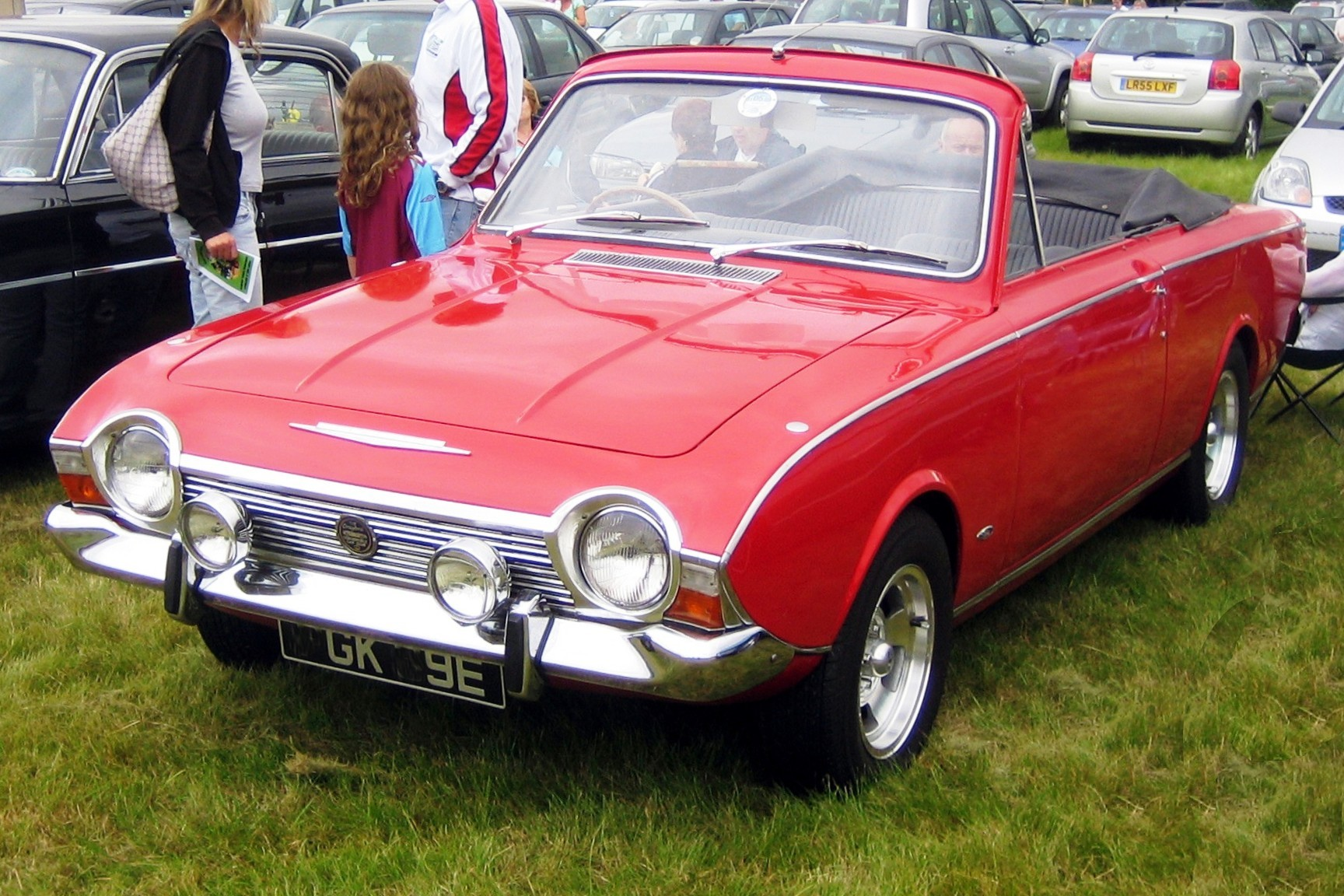
Ford Corsair Cabriolet

W 1963 roku brytyjski oddział Forda przedstawił nowy model klasy średniej Consul Corsair, który pełnił funkcję droższej, większej i bardziej luksusowej alternatywy dla modelu Consul Classic. Samochód wyróżniał się awangardową stylistyką, z aerodynamicznym, szpiczastym przodem, który zdobiły wcięte okrągłe reflektory i duża, chromowana atrapa chłodnicy. 

### Korekta nazwy
W 1965 roku producent zdecydował się uprościć nazwę modelu, skracając ją do po prostu Ford Corsair. Wtedy też ofertę nadwoziową poszerzono o dodatkowe odmiany - kombi oraz kabriolet. Produkcja samochodu trwała przez kolejne 5 lat, po czym w 1970 roku zastąpiła go trzecia generacja modelu Cortina.

### Wersje wyposażeniowe
- Deluxe
- GT
- 2000E
- 2000GT

### Silniki
- L4 1.4l Crossflow
- V4 1.6l Essex
- V4 2.0l Essex